# Így jártam én
Az Így jártam én (eredeti cím: Liberal Arts) 2012-ben bemutatott amerikai dráma-vígjáték, melynek forgatókönyvírója és rendezője Josh Radnor (második filmje). A főszerepben Radnor, Elizabeth Olsen, Richard Jenkins, Allison Janney, Elizabeth Reaser és Zac Efron.
A film világpremierje a Sundance Filmfesztiválon volt 2012 januárjában, Magyarországon DVD-n jelent meg szinkronizálva.

## Cselekmény
A 35 éves Jesse Fischer New Yorkban él, és az ottani főiskolai felvételi irodában dolgozik. Szereti az irodalmat és a nyelveket, nemrégiben szingli lett, és elégedetlen az életével és a karrierjével. Úgy véli, hogy amíg Ohióban bölcsészetet tanult, élete eddigi legboldogabb éveit élte át, mert zavartalanul foglalkozhatott költészettel, és hasonlóan gondolkodó emberek között volt. Véletlenül Peter Hoberg, egykori angol professzora meghívja Jesse-t a főiskolára, hogy csatlakozzon hozzá a nyugdíjas búcsúztató partiján.
Jesse ott találkozik a 19 éves Zibbyvel, aki színészhallgató és Peter barátainak a lánya. A buli után Jesse véletlenül a kollégiumban egy buliba keveredik, ahol újra találkozik Zibbyvel is.
A következő délutánt együtt töltik, sétálgatnak az egyetemen, beszélgetnek az életről, a könyvekről és a zenéről. Eközben Jesse összefut egykori professzorával, Judith Fairfielddel, akit régen szeretett, és Deannel, egy rendkívül intelligens, de depressziós diákkal, aki Jesse-hez hasonlóan mindig könyvet hord magánál.
Mielőtt Jesse elmegy, Zibby megkéri, hogy tartsa vele a kapcsolatot. Levelezőtársak lesznek, és lelkileg egyre közelebb kerülnek egymáshoz.
Hamarosan Zibby meghívja Jesse-t egy romantikus találkozóra az egyetemen. Bár Jesse-nek a 16 év korkülönbség miatt fenntartásai vannak, beleegyezik, és meglátogatja a lányt. Péter azonban „elkapja” őket. Peter figyelmezteti Jesse-t, hogy ne éljen a múltban, és azt tanácsolja neki, hogy nőjön fel végre. Zibby erről mit sem sejtve megkérdezi Jesse-t, hogy le akar-e feküdni vele. Jesse először beleegyezik, de amikor megtudja, hogy ez lenne Zibby első alkalma, visszautasítja, és elhagyja a szobát. Zibby ezután egy diákbuliban próbálja levezetni csalódottságát és dühét azzal, hogy megcsókolja az egyik diáktársát. Jesse útközben összefut Fairfield professzorral, egy éjszakát tölt vele, de a lány kiderülő keserű, cinikus életszemlélete kiábrándítja és elriasztja a férfit.
Jesse végül visszatér New Yorkba, ahol találkozik Anával, egy vele egykorú könyvkereskedővel, aki hasonlóan szereti az irodalmat. Egymásba szeretnek, és úgy tűnik, Jesse képes elfelejteni a múltat. Miután sikerül megakadályoznia Dean öngyilkossági kísérletét, úgy dönt, hogy bocsánatot kér Zibby-től. Utóbbi elmondja neki, hogy remélte, gyorsabban felnő, ha Jesse-vel van kapcsolata, és bevallja, hogy megérti és elfogadja a férfi viselkedését. A film végén egy boldognak tűnő Jesse látható, aki alig várja, hogy együtt élhessen Anával.

## Szereplők
| Szerep                      | Színész          | Magyar hang    |
| --------------------------- | ---------------- | -------------- |
| Jesse Fisher                | Josh Radnor      | Fesztbaum Béla |
| Elizabeth "Zibby"           | Elizabeth Olsen  | Mezei Kitty    |
| Peter Hoberg professzor     | Richard Jenkins  | Fazekas István |
| Judith Fairfield professzor | Allison Janney   | Bertalan Ágnes |
| Dean                        | John Magaro      | Czető Roland   |
| Ana                         | Elizabeth Reaser |                |
| Susan                       | Kate Burton      | Kiss Erika     |
| David                       | Robert Desiderio |                |
| Nat                         | Zac Efron        | Fehér Tibor    |
| Robert                      | Gregg Edelman    |                |

## Fordítás
- Ez a szócikk részben vagy egészben  a   Liberal Arts (film) című angol Wikipédia-szócikk fordításán alapul.  Az eredeti cikk szerkesztőit annak laptörténete sorolja fel. Ez a jelzés csupán a megfogalmazás eredetét és a szerzői jogokat jelzi, nem szolgál a cikkben szereplő információk forrásmegjelöléseként.
- Ez a szócikk részben vagy egészben  a   Liberal Arts (Film) című német Wikipédia-szócikk fordításán alapul.  Az eredeti cikk szerkesztőit annak laptörténete sorolja fel. Ez a jelzés csupán a megfogalmazás eredetét és a szerzői jogokat jelzi, nem szolgál a cikkben szereplő információk forrásmegjelöléseként.